# Baeomycetales
Os Baeomycetales são uma ordem de fungos da classe Lecanoromycetes. Trata-se da única família da Baeomycetaceae, que contém os gêneros Ainoa, Baeomyces, e Phyllobaeis.